# Сула (река)
Сула (на украински: Сула́; на руски: Сула) е река в Украйна (Сумска, Полтавска и Черкаска област), ляв приток на Днепър. Дължина 363 km. Площ на водосборния басейн 18 500 km².
Река Сула води началото си на 3 km южно от село Зельоная Рошча, Сумска област на Украйна, на 217 m н.в., от крайните югозападни разклонения на Средноруското възвишение. В началото на протежение от 152 km тече в западна посока, а след град Ромни, на протежение от 211 km – в югозападна посока през Приднепровската низина. В горното течение долината ѝ е широка 0,4 – 0,5 km, а в долното се разширява до 10 – 11 km (на места до 15 km). Влива се отляво в река Днепър (в Кременчугското водохранилище), при неговия 628 km, до село Демяновка, Полтавска област, на 77 m н.в. Основни притоци: Артополот (ляв, 38 km); Терн (76 km), Бишкин (38 km), Ромен (111 km), Локня, Сухая Локвица, Удай (327 km), Слепород (83 km), Оржица (117 km) (десни). Подхранването ѝ е предимно снежно. Среден годишен отток на 106 km от устието 29 m³/sec. Замръзва през ноември или декември, а се размразява през март или началото на април. В най-долното течение е плавателна за плиткогазещи съдове. По течението ѝ са разположени множество населени места, в т.ч. град Ромни и сгт Недригайлов в Сумска област; градовете Лохвица, Червонозаводское и Лубни в Полтавска област.